# Le Désordre
Pour plus de détails, voir Fiche technique et Distribution.
Le Désordre (Il disordine) est un film franco-italien de Franco Brusati, sorti en 1962.

## Synopsis
Mario, jeune barman milanais aux ambitions professionnelles contrariées, est plus ou moins impliqué dans une succession d'histoires se déroulant dans l'Italie des années 1960. À la recherche d'une solution pour subvenir aux besoins de sa mère malade et nécessiteuse, il est confronté à l'égoïsme et aux débordements des mœurs d'une société décadente.
Isabella, une jeune bourgeoise, se met dans tous ses états après avoir été repoussée par son père mourant, un industriel fortuné avec lequel elle tentait de se réconcilier. Bruno, un ami d'enfance de Mario, devenu riche et cynique, rencontré au hasard d'une soirée, se moque de sa détresse. Andrea et Mali, jeunes mariés dont le couple bat de l'aile, acceptent de passer la nuit chez leur hôte Tom esseulé, car il vient d'être abandonné par sa maîtresse. Mais Mali passe la nuit avec Tom, ce qui provoque la dislocation du couple. Avant de quitter la demeure de son hôte, Andrea assiste au retour de la « maîtresse » de Tom : c'est Bruno qui vient retrouver son amant. Mario rend visite à sa mère à l'hospice et sollicite l'aide du prêtre Don Giuseppe. Ce dernier l'invite à son domicile pour étudier son cas. Mario y découvre une faune interlope vivant aux dépens de Don Giuseppe qui s'avère être un prêtre défroqué. Mario l'accuse d'être un imposteur. Peu après, la mère de Mario reçoit un don anonyme, une importante somme d'argent qui la met à l'abri du besoin, et Mario découvre que Don Giuseppe a vendu sa maison.

## Fiche technique
- Titre original : Il disordine
- Titre français : Le Désordre
- Réalisation : Franco Brusati, assisté de Romolo Guerrieri et Arturo Zavattini
- Scénario : Franco Brusati, Francesco Ghedini
- Décors : Mario Garbuglia
- Costumes : Bice Brichetto
- Photographie : Leonida Barboni
- Son : Giulio Tagliacozzo
- Montage : Ruggero Mastroianni
- Musique : Mario Nascimbene
- Production : Giuseppe Bordogni
- Sociétés de production : Pathé (France), Titanus (Italie)
- Société(s) de distribution : Pathé (France), UGC (France)
- Pays d’origine :  France,  Italie
- Tournage : 
  - Langue : italien
  - Extérieurs : Milan (Italie)
  - Intérieurs : Studios Titanus (Italie)
- Format : 35 mm — noir et blanc — 1.66:1 — son monophonique
- Genre : comédie dramatique
- Durée : 99 minutes
- Dates de sortie :  16 mars 1962,  28 mars 1962
- (fr) Classification CNC : tous publics (visa d'exploitation no 25670 délivré le 19 mars 1963)

## Distribution
- Louis Jourdan : Tom
- Susan Strasberg : Isabella
- Curd Jürgens : le père d'Isabella et de Carlo
- Alida Valli : la mère d'Isabella et de Carlo
- Georges Wilson : Don Giuseppe, le prêtre
- Renato Salvatori : Mario
- Sami Frey : Carlo
- Jean Sorel : Andrea
- Antonella Lualdi : Mali
- Tomás Milián : Bruno

## Distinction

### Récompense
- Festival du film de San Francisco 1962 : prix Golden Gate du meilleur acteur dans un second rôle à Georges Wilson